# درگاه وب

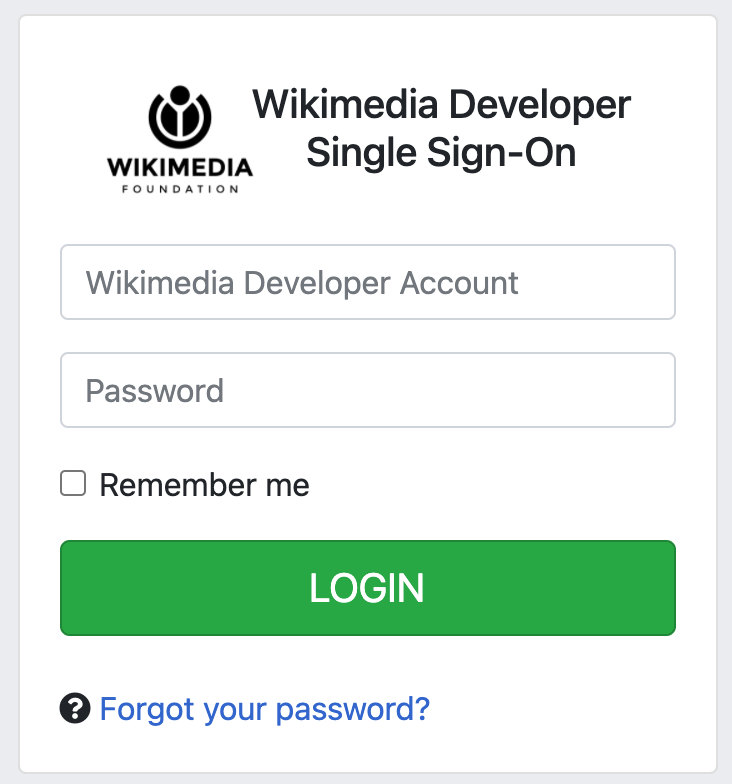
درگاه وب

درگاه وب یا پُرتال وب (به انگلیسی: Web Portal) گونه‌ای وبگاه است که به‌طور ویژه طراحی شده است که اطلاعات را از منابع مختلف مانند ایمیل‌ها، انجمن‌های آنلاین و موتورهای جستجو به صورت یکسان جمع‌آوری می‌کند. به‌طور معمول هر منبع اطلاعاتی محدودهٔ مشخص به‌خود را در صفحه برای نمایش اطلاعات اشغال می‌کند؛ (پورتلت) که گاهی کاربر می‌تواند مشخص کند که کدام نمایش داده‌شود.
درکنار ویژگی‌های استاندارد جویشگر، درگاه‌های وب خدمات دیگری نظیر رایانامه، قیمت سهام، اطلاعات، پایگاه‌داده‌ها و سرگرمی را نیز ارائه می‌کند. درگاه‌ها راهی برای یکپارچه‌سازی ظاهر برای کنترل و مدیریت چندین پایگاه‌داده و برنامه کاربردی برای سازمان‌ها است.
می‌توان ای‌اوال، گوگل، ام‌اس‌ان و یاهو! را به عنوان نمونه‌های عمومی از درگاه‌های وب نام برد.

## تاریخچه
در پایان دهه ۱۹۹۰ میلادی درگاه‌های وب بسیار مشهور شده‌بودند. بعد از زیاد شدن مرورگرهای وب در اواخر دههٔ ۱۹۹۰ میلادی بسیاری از شرکت‌ها تلاش کردند که با ساختن یا به‌دست آوردن درگاه سهمی بیشتری را در بازار اینترنت به‌دست بیاورند. درگاه وب محبوبیت و توجه بسیاری را جذب خود کرد به این دلیل که آن، نقطهٔ آغاز مرورگرهای وب بسیاری از کاربران بود. نت‌اسکیپ بخشی از ای‌اوال شد، شرکت والت دیزنی سرویس Go.com را راه‌اندازی کرد، آی‌بی‌ام و دیگران، ProdigyO را راه‌اندازی کردند و در پایان دهه ۱۹۹۰ میلادی Excite و @Home قسمتی از شرکت ای‌تی‌اندتی شدند. گفته می‌شد که لایکوس هدف خوبی برای دیگر شرکت‌های چندرسانه‌ای مانند سی‌بی‌اس بود.

## دسته‌بندی

### درگاه‌های عمودی درمقابل افقی
دو دسته‌بندی مهم، درگاه‌های افقی، که قسمت‌های زیادی را پوشش می‌دهند، و درگاه‌های عمودی، که بر روی یک قسمت تمرکز دارند، هستند. به عبارت دیگر درگاه‌های افقی، به‌مانند یک درگاه برای چندین شرکت در یک بخش تجاری یا یک نوع تولیدکننده یا توزیع‌کننده هستند. در نتیجه درگاه عمودی یک نقطه ورودی خاص برای یک بازار یا صنعت خاص که گاهی به آن ورتال (به انگلیسی: Vortal) نیز می‌گویند، تعریف می‌شود.

### درگاه اطلاعاتی عمودی
درگاه‌های خاص (صنعتی، بازرگانی، خدماتی) که به آن‌ها درگاه‌های عمودی نیز گفته شده و مخاطبان محدود و مشخصی دارند. مانند درگاه‌های بانکها، سازمان‌های دولتی، وزارتخانه‌ها و …

## انواع درگاه‌های وب

### درگاه‌های وب شخصی
فضایی برای معرفی و به اشتراک گذاری نمونه کارها و نوع فعالیت و رزومه هر شخص در این مجموعه قرار می‌گیرد.

### درگاه‌های خبری
اتاق‌های رسانه‌ای قدیمی در سراسر جهان به سرعت جای خود را به فناوری‌های نو دادند. این آغاز درگاه‌های خبری بود. این کانال‌های رسانه‌ای نو در زمان بسیار کوتاه جایگاه رسانه‌های چاپی را گرفتند.

### درگاه‌های وب دولتی
درگاه‌های وب دولتی برای یک سازمان دولتی یا ارگان دولتی طراحی شده و از طریق آن عده ای کاربر و افرادی که درخواست ارائه خدماتی را در آن سازمان هستند. مانند ثبت نام در درگاه دولتی آموزش و پرورش جهت استخدام یا ثبت نام در کنکور با درگاه جامع سازمان سنجش.

### درگاه فرهنگی
این نوع درگاه نقطه دسترسی به محتوای فرهنگی وب نامرئی را فراهم می‌کند که ممکن است توسط موتورهای جستجوی استاندارد نمایه (ایندکس) نشود. مجموعه‌های دیجیتالی می‌توانند شامل آثار هنری، مجلات، کتاب‌ها، روزنامه‌ها، عکاسی، موسیقی، فیلم، ضبط صدا، نقشه‌ها و نامه‌ها، وب سایت‌های آرشیو شده و همچنین فراداده‌های توصیفی مربوط به هر نوع کار فرهنگی باشند. این درگاه معمولاً بر اساس یک گروه خاص ملی یا منطقه ای از موسسات است.

### درگاه‌های شرکتی
درگاهی که برای یک شرکت خاص طراحی شده و استفاده‌کنندگان آن کارمندان شرکت هستند. درگاه‌های شرکتی قابلیت‌های مختلف نسبت به بزرگی شرکت خواهد داشت. این درگاه‌ها می‌توانند خیلی ساده و ابتدایی مانند یک وب سایت باشند یا خیلی پیچیده و پرکاربرد برای سازمان‌ها و شرکت‌های چند ملیتی با کاربردهای مختلف.

### درگاه‌های سهام
درگاه‌های سهام برای افرادی که به خرید و فروش سهام می‌پردازند کاربرد دارد. این افراد با ورود به درگاه سهام می‌توانند از قیمت روز هر سهم و درخواست‌های خرید و فروش و قیمت آن مطلع شوند. همچنین درگاه‌های سهام می‌تواند دارایی سهامدار را مشخص نماید. این گونه درگاه‌ها از طرف کارگزاری‌های سهام خریداری و توسط سهامداران مورد استفاده قرار می‌گیرد.

### درگاه‌های جویشگر
درگاه‌های جویشگر، نتایج جستجو را از چندین جویشگر در داخل یک صفحه آماده می‌کنند.

### درگاه‌های مناقصه
این نوع درگاه‌ها به دولت یا سازمان‌های عمومی امکان ثبت درخواست خدمات یا خرید کالای خود را به صورت عمومی و از طریق اعلام بین تمام شرکت‌ها یا اشخاص داوطلب به مسابقه را فراهم می‌سازد.

### درگاه‌های عمومی
درگاه‌های عمومی که تمامی کاربران اینترنت را مخاطب قرار می‌دهند (برای مثال Yahoo , Excite, Google و مانند آن)

## جنبه‌های مهندسی
نمایش یک صفحه وب برای کاربر که محتوا را چندین سیستم یا سرورهای مختلف دریافت کند، مفهوم اصلی درگاه است. برای درگاه‌هایی که قابلیت برنامه‌های کاربردی را به کاربر نمایش می‌دهند، در واقعیت سرور درگاه یک قسمت کوچکی از تنظیمات سرور است که شامل ارتباط با سرور برنامه‌های کاربردی است. معماری سرویس‌گرا (به انگلیسی: SOA) یکی از مثال‌هایی است که چگونه یک درگاه می‌تواند اطلاعات و محتوا را از سرور برنامه‌های کاربردی دریافت کند. در حقیقت کار اصلی برنامه‌های کاربردی را سرور یا معماری برنامه‌های کاربردی مشخص می‌کند. این برنامه کاربردی سرور، به سرورهای پایگاه داده متصل می‌شود و ممکن است قسمتی از محیط کلاستر سرور نیز باشد. درگاه‌هایی در حجم بالا ممکن است از تجهیزات load balancing نیز استفاده کنند. ممکن است در این معماری از پروتکل SOAP برای اتصال و ارتباط با سرورها استفاده کند.

### استانداردها
- استاندارد JSR-۱۶۸